# تپه نورالدین‌آباد
تپه نورالدین آباد مربوط به دوران پیش از تاریخ ایران باستان است و در شهرستان گرمسار، روستای شه سفید واقع شده و این اثر در تاریخ ۵ آذر ۱۳۸۰ با شمارهٔ ثبت ۴۲۵۲ به‌عنوان یکی از آثار ملی ایران به ثبت رسیده‌است.